# Louis Loewe

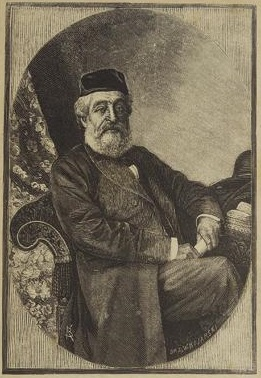
Louis Loewe (Holzschnitt von W. Bojarsky)

Louis Loewe (* 24. Juni 1809 in Zülz; † 5. November 1888 in London) war ein Orientalist.

## Leben
Louis Loewe studierte zunächst an den Jeschiwot in Lissa und Pressburg und spezialisierte sich später an der Universität Wien und der Universität zu Berlin auf orientalische Sprachen.
1833 zog er nach London. Auf Vorschlag des gelehrten August Friedrich, Herzog von Sussex, und mehrerer führender französischer und englischer Orientalisten beschloss Loewe 1837, eine Expedition nach Ägypten zu unternehmen. Zur Vorbereitung darauf hatte er seine ägyptologischen Studien intensiviert sowie die nubische und äthiopische Sprache erlernt. Auf dieser Reise entzifferte er mehrere Inschriften am Nilufer, in Theben, Alexandria, Kairo und an anderen Orten. Von Ägypten zog er weiter nach Palästina, wo er in Safed von aufständischen Drusen überfallen wurde, welche 13 seiner Notizbücher zerstörten, die schon zur Publikation vorgesehen waren. Für kurze Zeit hielt er sich in Nablus auf, wo er die Gebräuche der Samaritaner studierte. In Damaskus erwarb er eine wertvolle Sammlung seltener alter Münzen. In Konstantinopel studierte er die Gebräuche der Karäer und erwarb zahlreiche seltene Bücher und Manuskripte dieser Glaubensgruppe. Seine Eindrücke über diese Reise wurden 1839 in einigen Briefen in der wöchentlich erscheinenden Allgemeinen Zeitung des Judentums veröffentlicht.
Ab 1839 begleitete er Moses Montefiore auf all seinen Reisen und amtierte als sein Dolmetscher und Sekretär in sämtlichen orientalischen Sprachen, einschließlich Hebräisch, sowie als Assistent in seinen öffentlichen Aktivitäten. Zur Zeit der Damaskusaffäre um 1840 begleitete er Montefiore, Adolphe Crémieux und Salomon Munk  auf einer Reise nach Ägypten und in die Türkei, um zugunsten der verfolgten Juden zu intervenieren. Dank seiner Beherrschung der arabischen Sprache wurde der Firman von Muhammad Ali in dem Sinne abgeändert, dass das Wort „Begnadigung“ durch „ehrenhafter Freispruch“ ersetzt wurde. Loewe begleitete Montefiore auf Reisen nach Russland 1846 und 1872 sowie auf fünf Reisen nach Palästina.
Nach seiner Rückkehr nach London 1839 schlug ihm der Herzog von Sussex die Stelle eines Direktors der orientalischen Abteilung seiner Bibliothek vor; diesen Posten bekleidete er während etwa 15 Jahren. 1856 bis 1858 war er Schulleiter des Jews’ College, einer jüdischen Schule in London. 1861 gründete er in Brighton eine Schule für jüdische Knaben, die Schüler aus aller Welt anzog. 1869 bis zu seinem Tod war er Direktor eines theologischen Seminars, des Judith Montefiore College in Ramsgate, das 1869 von Moses Montefiore gegründet und nach seinem Gründer sowie dessen Frau Jehudit benannt wurde (Ohel Mosche ve-Jehudit). Loewe publizierte die Tagebücher von Sir Moses und Lady Montefiore (2 Bände, 1890), eine (englische) Einführung in die ägyptische Sprache (1837) sowie ein Wörterbuch der tscherkessischen Sprache (1854).